# Стрелковецкий сельский совет
Стрелковецкий сельский совет (укр. Стрілковецька сільська рада) — входит в состав
Борщёвского района
Тернопольской области
Украины.
Административный центр сельского совета находится в 
с. Стрелковцы.

## Населённые пункты совета
- с. Стрелковцы